# Coturnicops
Coturnicops (G. R. Gray, 1855) è un genere di uccelli della famiglia dei Rallidi.

## Tassonomia
Comprende tre specie:
- Coturnicops exquisitus (Swinhoe, 1873) - rallo di Swinhoe;
- Coturnicops noveboracensis (J. F. Gmelin, 1789) - rallo giallo;
- Coturnicops notatus (Gould, 1841) - rallo marezzato.

Ciascuna specie occupa un areale ben distinto; il rallo di Swinhoe vive nell'Asia orientale, mentre le altre due specie sono proprie del continente americano: il rallo giallo si incontra nelle regioni orientali e centrali del Nordamerica e quello marezzato in quelle settentrionali e sud-orientali del Sudamerica.